# Adamair
Adamair ou Adammair, Adhamair et Amadir, fils de Fer Corb, est selon les légendes médiévales et la tradition pseudo-historique irlandaise un Ard ri Erenn.

## Règne
Adamair arrive du Munster tue le « Haut roi » en place Ailill Caisfiaclach, il règne 5 ans jusqu'à ce qu'il soit tué à son tour par Eochaid Ailtleathan.
Selon la tradition il est l'époux de Flidais identifiée avec une déesse de la chasse des Tuatha Dé Danann,. Leur fils Nia Segamain deviendra ensuite lui aussi « Haut roi ».
Le Lebor Gabála Érenn synchronise son règne avec celui Ptolémée V Épiphane en Égypte Ptolémaïque (204-181 BC). Les Annales des quatre maîtres le placent entre et 418 et 414 av. J.-C. BC, la chronologie Geoffrey Keating Foras Feasa ar Éirinn entre 290 et 285 av. J.-C. .

## Source
- (en) Cet article est partiellement ou en totalité issu de l’article de Wikipédia en anglais intitulé « Adamair » (voir la liste des auteurs), édition du 1er avril 2012.